# ريكاردو أندريه
ريكاردو أندريه (24 أكتوبر 1982 بأمادورا في البرتغال - ) هو لاعب كرة قدم برتغالي في مركز الوسط. لعب مع نادي باسوش دي فيريرا ونادي بنفيكا ونادي تشيرنو مور فارنا ونادي فيتوريا سيتوبال ونادي غوندومار وPSFC Chernomorets Burgas ‏ وS.L. Benfica B ‏.

## وصلات خارجية
- ريكاردو أندريه على موقع قاعدة بيانات كرة القدم.إي يو (الإنجليزية)
- ريكاردو أندريه على موقع Soccerway.com (الإنجليزية)
- ريكاردو أندريه على موقع عالم كرة القدم.نت (الإنجليزية)